# Php shell
PHP Shell são exploits desenvolvidos em PHP, que exploram o servidor podendo executar shell-comands, fazer upload de arquivos. Assim o atacante pode se conectar ao servidor e ganhar acesso ao usuario root do sistema e tambem fazer um "mass"deface.

## Shells mais famosas
As shells mais conhecidas são: C99shell, C100shell, R57, bypass e SafeOver

## Alterações
Normalmente na internet se acha versões modificadas das shells, com nomes de grupos hackers (black hats) e algumas funções a mais.